# Uli Köhler

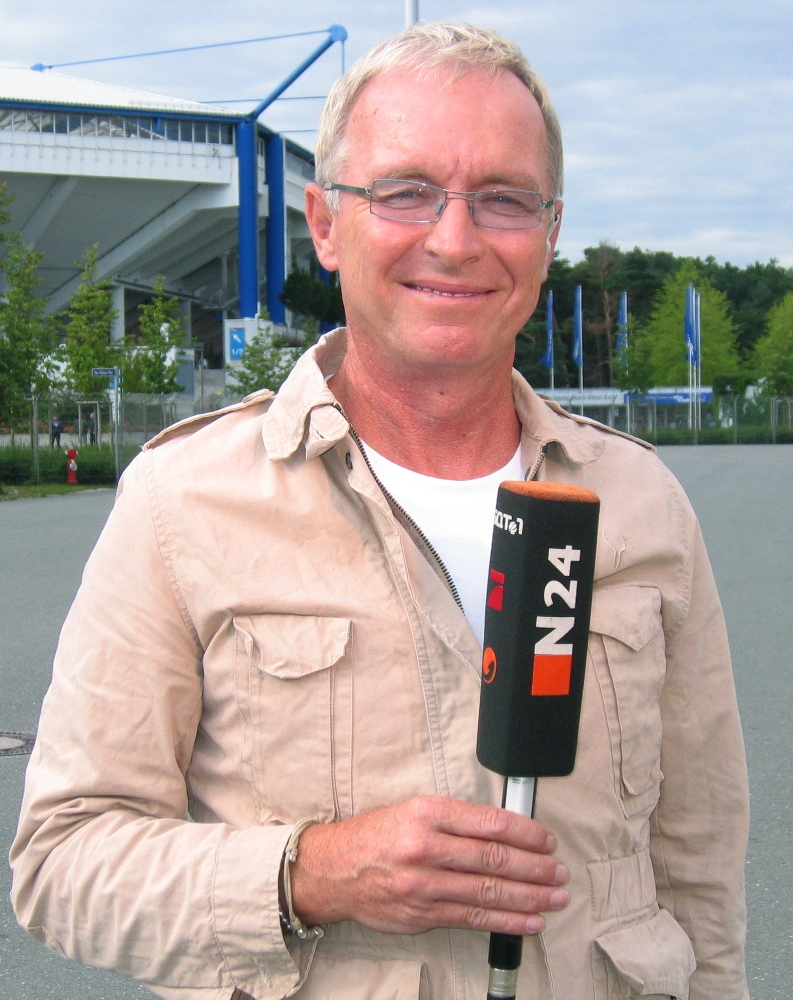
Uli Köhler (2007)

Uli Köhler (* 30. April 1951) ist ein deutscher Fernsehmoderator und Fußballkommentator. 
Er ist seit 2011 bei Sky Sport News HD beschäftigt. Zuvor war er für den Bayerischen Rundfunk und weitere Sender der ARD, die Fußballsendung Ran bei Sat.1 und den Nachrichtensender N24 tätig.
In der Fernsehserie Irgendwie und Sowieso von 1986 lieh Köhler in der ersten Folge Ringo seine Stimme dem Sprecher des Ochsenrennens.